# Selloane Tsoaeli
Selloane Joyce Tsoaeli (sinh ngày 10 tháng 7 năm 1977) là một nữ điền kinh vận động viên từ Lesotho thi đấu trong các nội dung bảy môn phối hợp và nhảy cao. Cô là vận động viên huy chương vàng môn nhảy cao tại Giải vô địch châu Phi năm 2010 về điền kinh và là một huy chương đồng môn nhảy đồng trong cùng một nội dung. Cô cũng đã giành giải đồng bảy môn phối hợp tại Đại hội Thể thao toàn châu Phi 2011.
Tsoaeli đại diện cho Lesicia tại Giải vô địch thế giới về điền kinh (2007, 2009) và tại Đại hội thể thao Khối thịnh vượng chung (2002, 2010, 2014). Cô là người mang cờ quốc gia của mình tại lễ khai mạc Đại hội thể thao Khối thịnh vượng chung năm 2010.
Điểm tốt nhất cá nhân của cô ấy là 5588 điểm cho heptahtlon và 1.79 m (5 ft 101⁄4 in) cho nhảy cao là kỉ lục quốc gia Lesotho. Cô cũng giữ các dấu ấn quốc gia trong các chướng ngại vật 100 mét, nhảy xa, nhảy xa ba bước, đẩy tạ và ném lao.

## Tốt nhất cá nhân
- 100 mét - 13,29 (2007)
- 200 mét - 26,07 (2010)
- 800 mét - 2: 15.82 (2010)
- Vượt rào 100 mét - 14,62 (2011)
- Nhảy cao - 1,79 m (2012)
- Nhảy xa - 6.02 m (2011)
- Đẩy tạ - 11,99 m (2011)
- Ném lao - 37,52 m (2012)
- Bảy môn phối hợp - 5590 điểm (2011)
- Nhảy xa ba bước - 12,72 (2009)

Tất cả thông tin từ All-Athletics.

## Giải đấu quốc tế
| Năm  | Giải đấu                              | Địa điểm                   | Thứ hạng     | Nội dung   | Chú thích   |
| ---- | ------------------------------------- | -------------------------- | ------------ | ---------- | ----------- |
| 1999 | All-Africa Games                      | Johannesburg, South Africa | —            | High jump  | NM          |
| 2002 | Commonwealth Games                    | Manchester, United Kingdom | 15th         | Long jump  | 5.49 m      |
| 2007 | World Championships                   | Osaka, Japan               | 8th (heats)  | 100 m      | 13.29       |
| 2008 | African Championships                 | Addis Ababa, Ethiopia      | 4th          | Heptathlon | 4404 pts NR |
| 2009 | African Combined Events Championships | Réduit, Mauritius          | 2nd          | Heptathlon | 5116 pts    |
| 2009 | World Championships                   | Berlin, Germany            | 43rd (heats) | 200 m      | 28.34       |
| 2010 | African Championships                 | Nairobi, Kenya             | 1st          | High jump  | 1.75 m      |
| 2010 | African Championships                 | Nairobi, Kenya             | 3rd          | Heptathlon | 5302 pts    |
| 2010 | Commonwealth Games                    | New Delhi, India           | 10th         | High jump  | 1.78 m      |
| 2010 | Commonwealth Games                    | New Delhi, India           | —            | Heptathlon | DNF         |
| 2010 | IAAF Continental Cup                  | Split, Croatia             | 7th          | High jump  | 1.78 m      |
| 2011 | All-Africa Games                      | Maputo, Mozambique         | 6th          | High jump  | 1.70 m      |
| 2011 | All-Africa Games                      | Maputo, Mozambique         | 3rd          | Heptathlon | 5590 pts    |
| 2012 | African Combined Events Championships | Réduit, Mauritius          | 3rd          | Heptathlon | 5194 pts    |
| 2012 | African Championships                 | Porto Novo, Benin          | —            | Heptathlon | DNF         |